# Olga av Oskarshamn (1934)
Olga av Oskarshamn är vraket efter en svensk galeas, som sjönk den 26 juli 1934 helt nära Kyrkogårdsskär i Gryts skärgård. Fartyget hade ingen egen hjälpmotor ombord. Däremot hade man en släpbåt med motor. Vid trånga passager surrade man släpbåten långskepps och fick på det viset styrfart.
Vraket är helt sånär som på aktern, vilken är utfallen. Fartyget ligger i brant sluttning med aktern liggande grundast upp mot land, där akterstäven fortfarande står och är vrakets ytligaste punkt; cirka en meter under ytan. Bogsprötet ligger med sin spets på 10,5 m djup, cirka 1 m ovanför bottnen, som alltså ligger på 11.5 m djup.

## Historia
Fartyget hette tidigare Kuku.

## Förlisningen
Olga var lastad med björkved när hon kom seglande från Småland, med destination Stockholm. Där leden kröker runt Kyrkogårdsskär sprang fartyget av någon anledning läck. Läckaget var dock inte värre än att skeppare Svensson kunde lämna leden och förtöja fartyget mot Kyrkogårdsskär, på en plats där hon skulle kunna ställas på botten. När vinden vred till väst och friskade i, så släppte den förliga förtöjningen och fören svängde ut på djupt vatten. I det läget sjönk fartyget.
Vraket ligger med viss slagsida åt babord, och det är också åt babord som masten har fallit.
Vraket ligger ca 30 meter ut från Kyrkogårdsskärs norra udde. (58°06′N 16°50′Ö / 58.100°N 16.833°Ö)

## Dykplats
Olga av Oskarshamn är ett populärt dykmål eftersom det ligger lättillgängligt och i skyddad miljö. Olga var fullastad med björkved och det är inte möjligt att stänga in i vraket. Eftersom vraket ligger grunt i de ytligaste delarna och är stabilt, så är det även ett lämpligt mål för snorkling. 